# Cratere Gandalfr
Gandalfr è un cratere sulla superficie di Callisto.